# Ethel Kennedy Bridge
Die Ethel Kennedy Bridge ist eine Balkenbrücke über dem Anacostia River in Washington D.C., benannt nach Ethel Kennedy, Menschenrechtsaktivistin und Witwe des US-Justizministers Robert F. Kennedy.

## Geschichte

### Über die Jahre
1797 veranlasste der Bundesstaat Maryland mit dem Politiker Benjamin Stoddert den Bau einer Brücke über dem Anacostia River, einem Nebenfluss des Potomac Rivers. Als 1805 das Recht auf Brückenbau etabliert wurde, gründete Stoddert die Anacostia Bridge Co. Im selben Jahr wurde mit Kosten in Höhe von $20.000 eine Holzbrücke errichtet. Während des Britisch-Amerikanischen Krieges im Jahr 1812 kam die Brücke durch Brand zu Schaden, um die Briten von einer Invasion Washingtons abzuhalten. 1815 wurde sie vom Doktor Thomas Ewell restauriert.
Im Januar 1933 begann der Bau einer Ersatzbrücke aus Stahl, die am 18. Dezember 1934 eröffnet wurde. 1975 wurde der westliche Brückenteil erneut ersetzt, bevor sich 1990 herausstellte, dass die gesamte Brücke eine Erneuerung benötigte. Folglich wurden zwei neue Brücken erbaut, von denen eine über dem Kingman Lake im Jahre 2000 errichtet wurde. 2008 diskutierte das Bezirksamt erstmals eine Umbenennung, um die Brücke der Menschenrechtsaktivistin Ethel Kennedy zu widmen, die sich jahrelang für den Umweltschutz in der Umgebung des Anacostia Rivers einsetzte. Außerdem wurde nach ihrem Ehemann, dem ermordeten Justizminister Robert F. Kennedy, 1969 ein Stadion in der Nähe zum Robert F. Kennedy Memorial Stadium umbenannt. Am 20. Mai 2014 wurde die Brücke zeremoniell in Ethel Kennedy Bridge umbenannt.

### Auch bekannt als…
- Stoddert's Bridge
- Upper Bridge
- Ewell's Bridge
- Anacostia Bridge
- Benning's Bridge
- Benning Road Bridge